# هيلج لارسون
هيلج لارسون (بالسويدية: Helge Larsson)‏ هو راكب الكنو سويدي، ولد في 25 أكتوبر 1916 في ستوكهولم في السويد، وتوفي في 19 نوفمبر 1971.

## وصلات خارجية
- هيلج لارسون على موقع أوليمبيديا (الإنجليزية)
- هيلج لارسون على موقع اللجنة الأولمبية السويدية (السويدية)